# Daniel Addo
Daniel Addo (Accra, 6 novembre 1976) è un ex calciatore ghanese, di ruolo difensore.

## Carriera

### Club
Ha giocato nel campionato ghanese, tedesco, austriaco, libanese e macedone.

### Nazionale
Con la maglia della nazionale ha esordito nel 1994, venendo convocato per la Coppa d'Africa 1996 e 2000.

## Palmarès

### Club
- Coppa dell'Emiro del Qatar: 1

Qatar SC: 2000-2001
- Campionato libanese: 1

Nejmeh: 2003-2004
- Coppa di Macedonia: 1

Vardar: 2006-2007

### Individuale
- Pallone d'oro del Mondiale Under-17: 1

1993